# Gyldendals Skala-serie
Gyldendals Skala-serie er en nyere bog-serie, der startede i 2016, med udgivelsen af Lucia Berlins Håndbog for rengøringskoner. Navnet Skala fandt Gyldendals litterær direktør, Johannes Riis, på, da bøgerne har tre forskellige størrelser og kan danne en trappe. Ordet skala betyder også, at helheden er inddelt efter et bestemt princip, uden nødvendigvis at passe sammen, uden denne sammenhæng; Det var også Gyldendals tanke, bag navnet, for bøgernes handling, sprog osv. minder ikke meget om hinanden, men allesammen er enten blevet overset, misforstået eller dømt ude. Bog-serien består hovedsaglige af kvindelige forfattere med undtagelse af Jean Genet og James Baldwin.
Seriens redaktører er Julie Paludan-Müller og Olga Ravn.

## Bøgerne i Skala-serien
1. Lucia Berlin: Håndbog for rengøringskoner, 1977. Genudgivet 2016[3]
2. Sylvia Plath: Glasklokken, 1963. Genudgivet 2016[4]
3. Francoise Sagan: Bonjour Tristesse, 1954. Genudgivet 2016
4. Chris Kraus: I Love Dick, 1997. Genudgivet 2017[5]
5. Jean Genet: Tyvens dagbog, 1949. Genudgivet 2017[6]
6. Marguerite Duras: Lol V. Steins henførelse, 1964. Genudgivet 2018[3]
7. Joan Didion: Intet Gælder, 1970. Genudgivet 2018[5]
8. Joan Didion: Slæber sig mod Betlehem, 1968. Genudgivet 2018[7]
9. James Baldwin: Giovannis værelse, 1956. Genudgivet 2019[8]
10. Shahrnūsh Pārsīʹpūr (7. juni 2019), Kvinder uden mænd, Gyldendals Skala-serie, København: Gyldendal, ISBN 978-87-02-27474-5, Wikidata  Q65561683

## Andre af Gyldendals bogserier
Billige bøgerne (Lanceret 1959)
- Gyldendals Tranebøger
- Gyldendals Spættebøger
- Gyldendals Uglebøger
- Gyldendals Bekkasinbøger

Danske Klassikere - udgivet af Det Danske Sprog- og litteraturselskab, i samarbejder med Borgen (1986-2008) og Gyldendal (2010-nu)
- Danske Klassikere